# Ambrosi Matiaszwili
Ambrosi Matiaszwili (ur. 1 kwietnia 1971) – gruziński lekkoatleta specjalizujący się w rzucie oszczepem, który początkowo reprezentował Związek Socjalistycznych Republik Radzieckich.
W 1990 zajął dziesiąte miejsce na mistrzostwach świata juniorów, a trzy lata później w Stuttgarcie odpadł w eliminacjach mistrzostw świata.
Rekord życiowy: 75,48 (18 lipca 1990, Moskwa) – rezultat ten jest aktualnym rekordem Gruzji.

## Osiągnięcia
| Rok  | Zawody                      | Miejsce   | Pozycja           | Wynik |        |
| ---- | --------------------------- | --------- | ----------------- | ----- | ------ |
| 1990 | Mistrzostwa świata juniorów | Płowdiw   | 10. miejsce       | 67,56 |        |
| 1993 | Mistrzostwa świata          | Stuttgart | el. – 40. miejsce | 69,54 | Gruzja |